# Próchnilcowate
Próchnilcowate (Xylariaceae Tul. & C. Tul.) – rodzina grzybów z rzędu próchnilcowców (Xylariales).

## Systematyka
Pozycja w klasyfikacji według Index Fungorum
Xylariales, Xylariomycetidae, Sordariomycetes, Pezizomycotina, Ascomycota, Fungi.
Rodzaje
Według aktualizowanej klasyfikacji Index Fungorum bazującej na Dictionary of the Fungi do rodziny tej należą liczne rodzaje. Niektóre z nich:
- Anthostomella Sacc. 1875
- Dematophora R. Hartig 1883
- Entoleuca Syd.
- Euepixylon Füisting 1867
- Helicogermslita Lodha & D. Hawksw. 1983
- Hypocopra (Fr.) J. Kickx f. 1867
- Kretzschmaria Fr. 1849 – zgliszczak
- Nemania Gray 1821
- Rosellinia De Not. 1844
- Xylaria Hill ex Schrank 1789 – próchnilec[2].

Nazwy naukowe według Index Fungorum. Wykaz rodzajów i nazwy polskie według A. Chmiel.